# Кяепа (Сааре)
Кя́епа (ест. Kääpa küla) — село в Естонії, адміністративний центр волості Сааре повіту Йиґевамаа.

## Населення
Чисельність населення на 31 грудня 2011 року становила 250 осіб.

## Географія
Поблизу села проходить автошлях 3 (Йигві — Тарту — Валґа), естонська частина європейського маршруту E264. Від села починаються дороги 123 (Кяепа —  Левала — Путу) та 106 (Ранна — Кяепа).
Через село тече річка Кяепа (ест. Kääpa jõgi).

## Історія
До 12 березня 2006 року село мало назву Сааре (Saare).

## Пам'ятки
У селі в 2001 році заснований і в 2002 році відкритий музей Калевіпоега (Kalevipoja muuseum), присвячений герою естонського епосу. Музей розташований у будівлі колишньої Саареської школи.